# Clasificación agroclimática de Papadakis
La clasificación agroclimatòlogica de Papadakis es un sistema de tipificación de los climas definidos según los cultivos que se pueden hacer.
Siendo ya conocidas las necesidades climáticas de las plantas con sus mínimos y óptimos de temperatura, exigencias en humedad, etc., se adjudica a cada localidad un nombre, normalmente el de un cultivo importante, para su periodo cálido (verano) y otro nombre para su periodo frío (invierno). Además se clasifican los lugares según el régimen de humedad (pluviometría total y distribución mensual) y del conjunto sale un "Régimen Térmico" determinado.
Así por ejemplo Barcelona tiene un invierno del tipo "Ci" de "Citrus" (con un invierno adecuado para el cultivo de los cítricos) y un verano del tipo "O" de "Oryza" (con un verano donde sería posible el cultivo del arroz). El régimen de humedad es "Me" "mediterráneo seco". El Régimen Térmico que le corresponde según la clasificación de Papadakis es "Marítimo templado".
En Cataluña, las localidades con inviernos del tipo "Citrus" se extienden por el litoral, mas en el interior suelen ser del tipo Av (avena) y todavía más fríos en alta montaña. En cuanto a los veranos, hacia el sur se encuentran veranos "g" (algodón) pero hay más por todo el territorio del tipo "O" (arroz). En media montaña, ya sin mucho calor, son del tipo M (maíz) y en alta montaña ya son del tipo trigo o del tipo Polar o más fríos. 

## Tipo de invierno según la clasificación de Papadakis
- Ecuatorial posibilidad de cultivo del cacao y las plantas más sensibles al frío. En realidad no hay una diferencia entre invierno y verano.
- Tropical posibilidad de cultivos no tan exigentes en temperatura: banana, café, etc.
- Citrus Se subdivide en Citrus tropical y citrus no tropical. Adecuado para los cítricos.
- Avena subdividido entre Avena cálido y Avena fresco. Indica que la avena sembrada en otoño resistirá el frío del invierno.
- Triticum Con tres subdivisiones según la intensidad del frío. Indica que el trigo aguantará las heladas propias de este tipo de invierno (hasta - 29 °C bajo cero.
- Primavera Indica que hace tanto frío que los cereales no aguantan el invierno y se tienen que sembrar en primavera.

## Tipo de verano según la clasificación de Papadakis
- Gossypium Con un verano bastante cálido para permitir el cultivo del algodón
- Cafeto Es un verano tropical con una altura suficiente para hacer bajar en cierto grado la temperatura nocturna y ser así adecuado para plantaciones de café
- Oryza Con suficiente calor para hacer arroz
- Mays El mínimo suficiente para el cultivo de maíz o maíz
- Triticum suficiente calor para el trigo
- Polar cálido Vegetación forestal necesita que al menos 4 meses haya temperaturas máximas por encima de los 10 grados. Es el de la (taigà) Polar frío Sin árboles propio de la (tundra) ártica y subàrtica
- Frigido (casquete glacial)
- Andinoalpes (pastos de alta montaña)

## Regímenes de humedad según la clasificación de Papadakis
- Húmedo todos los meses son húmedos
- Mediterráneo Subdividido en húmedo, seco o semiárido. La lluvia de invierno supera la de verano
- Monzónico No son húmedos ni mediterráneos, la lluvia principalmente en verano
- Estepario demasiado seco para ser monzónico y demasiado húmedo para ser desértico
- Desértico Sin ningún mes húmedo
- Isohigro-semiárido Tiene más humedad que el desértico pero no tanto como el estepario.